# The Man Who Knew Infinity (film)
The Man Who Knew Infinity er en britisk biografisk-dramafilm fra 2015, instrueret og skrevet af Matthew Brown, baseret på biografien af samme navn fra 1991 af Robert Kanigel om den indiske matematiker Srinivasa Ramanujan.

## Medvirkende
- Dev Patel som Srinivasa Ramanujan
- Jeremy Irons som G.H. Hardy
- Devika Bhise som Janaki
- Toby Jones som John Edensor Littlewood
- Stephen Fry som Sir Francis Spring
- Jeremy Northam som Bertrand Russell
- Kevin McNally som Major MacMahon
- Enzo Cilenti som doktor
- Arundhati Nag som Ramanujans mor
- Dhritiman Chatterjee som Narayana Iyer
- Shazad Latif som Prasanta Chandra Mahalanobis